# Боди (остров)
Остров Боди — барьерный полуостров, северная оконечность Внешних отмелей на побережье Северной Каролины. Название остров сохранилось с времён, когда Боди был ещё отделён от континента. Однако, после того как протока, отделявшая его от отмели Кёрритук, закрылась, Боди соединился с отмелями и сейчас представляет собой продолжение полуострова.

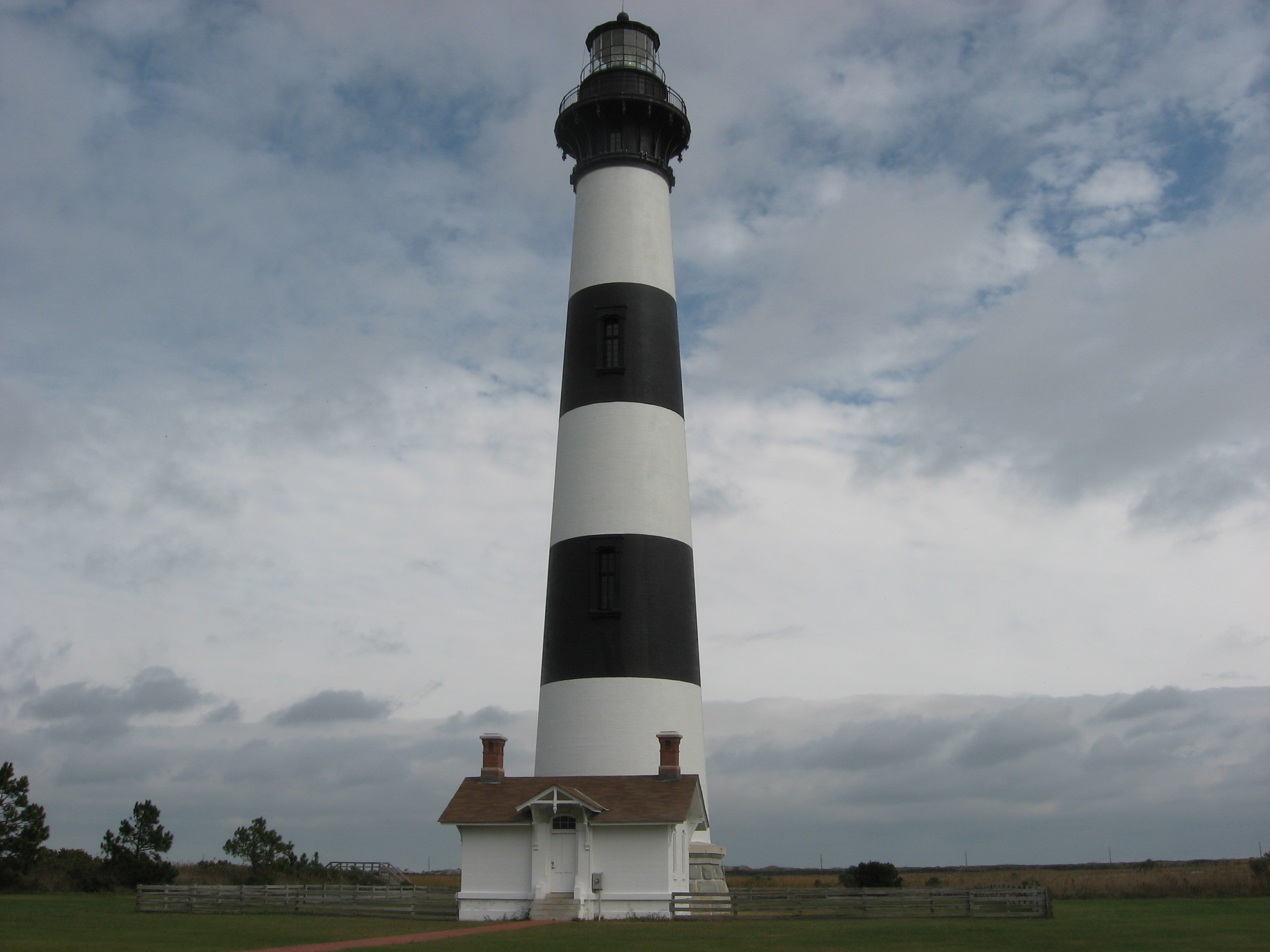
Маяк Боди.

Здесь находится маяк Боди.

## Города
На острове Боди расположены следующие города:
- Нагс-Хэд
- Килл-Девил-Хиллз
- Китти-Хоук
- Саузерн-Шорз
- Дак
- Королла
- Кейрова-Бич